# Berolle
Berolle − miejscowość i gmina (commune) w zachodniej Szwajcarii, w kantonie Vaud, w okręgu (district) Morges.

## Demografia
W Berolle mieszka 301 osób. W 2021 roku 11,3% populacji gminy stanowiły osoby urodzone poza Szwajcarią.